# Avsalugröda

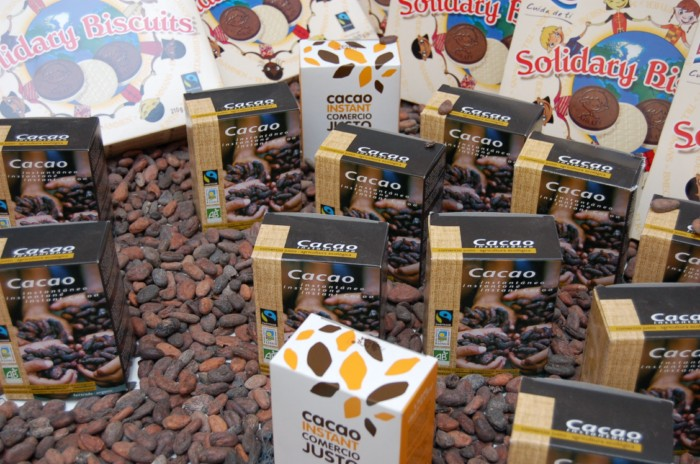
Kakao är en gröda som odlas för export.

En avsalugröda eller exportgröda är en gröda som odlas för försäljning.
Termen används för att skilja den från subsistensjordbruk, där grödorna används som djurfoder till producentens egna boskap eller som mat till producentens familj. Förr i tiden utgjorde avsalugrödorna bara en liten del av bondens totala skörd, medan de idag, speciellt i utvecklade länder, mestadels odlas för pengar. I utvecklingsländer är de grödor som odlas oftast populära i utvecklade länder, och har därför visst exportvärde. Odlingarna kallas vanligen för plantager.